# José Borges Leal Corte Real
José Borges Leal Corte Real (Angra, 3 de outubro de 1819 — Angra do Heroísmo, 5 de janeiro de 1903) foi um rico terratenente e político, vogal do conselho de Distrito de Angra do Heroísmo, onde foi governador civil, desde 21 de Abril a 22 de Maio de 1876 e presidente da Câmara Municipal. Foi tenente do Batalhão de Artilheiros Voluntários e exerceu vários cargos eletivos.

## Biografia
Morgado, filho do morgado de Santana, António Borges Leal Corte-Real e de D. Ângela Sebastiana Borges Corte-Real. Foi tenente do batalhão de artilheiros voluntários, era conselheiro e exerceu vários cargos eletivos.
Distinguiu-se como membro do Partido Regenerador na ilha Terceira, a quem prestou muitos serviços, principalmente nos actos eleitorais. Foi oficial de milícias e ganadeiro. Exerceu cargos no Conselho de Distrito, na presidência da Câmara Municipal de Angra do Heroísmo e como governador civil substituto, em 1876.
Foi comendador das ordens de Cristo e Nossa Senhora da Assunção e recebeu carta do Conselho.